# Югът
„Югът“ (на испански: El Sur) е испанско-френски филм от 1983 година, драма на режисьора Виктор Ерисе по негов сценарий в съавторство с Аделаида Гарсия Моралес, базиран на нейната едноименна повест.
В центъра на сюжета е момиче от Северна Испания, обсебено от мисълта за юга, откъдето произлиза баща ѝ, което с времето разбира, че той още е влюбен в мистериозна жена от миналото му. Главните роли се изпълняват от Сонсолес Арангурен, Исиар Бояин, Омеро Антонути, Лола Кардона, Рафаела Апарисио.
„Югът“ е номиниран за награда „Златна палма“.